# Пројевце
Пројевце (мкд. Проевце) је насеље у Северној Македонији, у северном делу државе. Пројевце припада општини Куманово.

## Географија
Пројевце је смештено у северном делу Северне Македоније. Од најближег града, Куманова, село је удаљено свега 2 km југоисточно, па је заправо градско предграђе.
Село Пројевце се налази у историјској области Жеглигово, у равничарском крају, на приближно 320 метара надморске висине. Јужно од села протиче река Пчиња.
Месна клима је континентална са слабим утицајем Егејског мора (жарка лета).

## Демографија
Јован Хаџи-Васиљевић у књизи Јужна Стара Србија коју је објавио 1909. године, пише да се у селу Пројевцу зна за српске хришћанске породице још од пре 150 година.
Према статистици Васила Канчова ("Македонија. Етнографија и статистика") из 1900. године, у Јабланици је живело 96 становника, све Македонци.
Према секретару бугарског егзархија Димитриву Мишеву ("Македонија и њено хришћанско становништво"), 1905. године у Јабланици је живело 96 Македонаца, егзархиста.
Пројевце је према последњем попису из 2002. године имало 2.311 становника, што је пораст од 18,9% у односу на попис 1994. године (1.944 ст.). Претежна вероисповест месног становништва је православље.
Савремени етнички састав:
| Националност | 1994. год.    | 2002. год.    |
| Македонци    | 1.864 (95,9%) | 2.218 (96,0%) |
| Срби         | 70 (3,6%)     | 73 (3,1%)     |
| остали       | 10 (0,5%)     | 20 (0,9%)     |
| УКУПНО       | 1.944         | 2.311         |

На табели је приказан етнички састав становништва током свих пописних година:
| Година | Македонци | Албанци | Турци | Роми | Власи | Срби | Бошњаци | Ост. | Укупно |
| ------ | --------- | ------- | ----- | ---- | ----- | ---- | ------- | ---- | ------ |
| 1948   | —         | —       | —     | —    | —     | —    | —       | —    | 130    |
| 1953   | 183       | —       | 4     | —    | —     | 6    | ...     | —    | 193    |
| 1961   | 273       | —       | 1     | ...  | ...   | 4    | ...     | 2    | 280    |
| 1971   | 617       | 2       | —     | 9    | ...   | 22   | ...     | 3    | 653    |
| 1981   | 1.230     | 1       | 3     | —    | —     | 42   | ...     | 21   | 1.297  |
| 1991   | 1.737     | —       | 1     | 7    | —     | 61   | ...     | 84   | 1.890  |
| 1994   | 1.864     | —       | 1     | 4    | —     | 70   | ...     | 5    | 1.944  |
| 2002   | 2.218     | —       | —     | 18   | —     | 73   | —       | 2    | 2.311  |

## Познате личности
- Димитрије Младеновић (1794- 1880), православни свештеник